# Johann Moller (Jurist)
Johann Moller (* um 1610 in Hamburg; † 19. Juni 1672 ebenda) war ein deutscher Jurist und Hamburger Ratssyndicus.

## Herkunft und Familie
Moller stammt aus dem Hanseatengeschlecht Moller vom Baum und war ein Sohn des Ratssyndicus Vincent Moller (1568–1625) aus dessen Ehe mit Elisabeth Beckmann (1586–1657), Tochter des Hamburger Bürgermeisters Barthold Beckmann (1549–1622). Der Bürgermeister Barthold Moller (1605–1667) und der Ratssyndicus und Resident am Niedersächsischen Kreis Vincent Moller (1615–1668) waren seine Brüder.
In erster Ehe verheiratete er sich am 17. August 1635 mit Catharina von Holten (1610–1638), Tochter des Juraten im Kirchspiel Sankt Nikolai Heinrich von Holten. Aus dieser Ehe entsprossen ein Sohn Vincent, und eine Tochter Elisabeth Catharina, verheiratet mit dem kurmainzischen Residenten am Niedersächsischen Kreis Hans Heinrich Freiherr von Erlenkamp, Sohn des Oberalten im Kirchspiel Sankt Nikolai Hans Freiherr von Erlenkamp (1606–1681).
Mollers zweite Frau wurde am 14. September 1640 Cäcilie von Spreckelsen (ihre Schwester Catharina war mit dem Stadtphysicus Christian Buncke († 1659) verheiratet, der ein Hochzeitsgedicht verfasste), Tochter des Hamburger Kaufmanns und Juraten an Sankt Nikolai Hartwig von Spreckelsen und Schwester des Ratsherrn Hartwig von Spreckelsen. Aus dieser zweiten Ehe stammt der Bürgermeister Hieronymus Hartwig Moller (1641–1702). Die Kinder Barthold, Margaretha, Johann und Cäcilie starben jung. Albert (1651–1686) heiratete Elisabeth Wetken und starb an seiner im Gefecht an der Sternschanze gegen die Dänen im Jahr 1686 erhaltenen Verwundung. Lucas (1653–1731) wurde Kaufmann und heiratete Catharina Margaretha Moller (vom Hirsch).

## Leben und Wirken
Nach seiner Schulbildung studierte Moller Jurisprudenz an der Universität Basel und promovierte dort mit der Arbeit Disputatio juridica inauguralis de legitima zum Doktor der Rechte.
Im Jahr 1646 wurde er zum herzoglich mecklenburgischen Hofrat ernannt.
Am 2. Februar 1654 wurde Moller zum Ratssyndicus gewählt und nahm als Hamburger Gesandter an den Friedensverhandlungen nach dem Ersten Bremisch-Schwedischen Krieg teil, welche am 28. November 1654 zum Ersten Stader Vergleich führten.
Im Jahr 1672 wurde Moller zum Protosyndicus ernannt, starb aber kurz darauf und wurde am 23. Juni 1672 in der Hauptkirche Sankt Petri beigesetzt.